# Saint-Martin-lès-Melle
Saint-Martin-lès-Melle – miejscowość i dawna gmina we Francji, w regionie Nowa Akwitania, w departamencie Deux-Sèvres. W 2016 roku liczba ludności wynosiła 889 mieszkańców.
Dnia 1 stycznia 2019 roku połączono 5 wcześniejszych gmin: Mazières-sur-Béronne, Paizay-le-Tort, Saint-Léger-de-la-Martinière, Saint-Martin-lès-Melle oraz Melle. Siedzibą gminy została miejscowość Melle, a nowa gmina przyjęła jej nazwę.